# Віла-Нова-де-Пойареш
Ві́ла-Но́ва-де-Пойа́реш (порт. Vila Nova de Poiares; МФА: [ˈvi.ɫɐ ˈno.vɐ dɨ poj.ˈa.ɾɨʃ], Ві́ла-Но́ва-ди-Пойа́риш) — муніципалітет і містечко в Португалії, в окрузі Коїмбра. Розташований у центральній частині країни, на теренах історичної португальської провінції Бейра. Належить до Коїмбрської діоцезії Католицької церкви в Португалії. Права міського самоврядування має з 1836 року. Поділяється на 4 парафії. За адміністративним поділом, чинним до 1976 року, був складовою провінції Берегова Бейра. Площа муніципалітету — 84,45 км², населення муніципалітету — 7281 ос. (2011); густота населення — 86,22 осіб/км²
. Патрон — святий Андрій. Святковий день муніципалітету — 13 січня. Поштовий індекс — 3350.  Код місцевої адміністративної одиниці — 0617. Складова статистичного регіону Центр.

## Назва
- Віла-Нова-де-Пойареш (порт. Vila Nova de Poiares, стара орфографія: порт. Villa Nova de Poiares) — сучасна португальська назва.
- Пойареш (порт. Poiares) — коротка назва.

## Географія
Віла-Нова-де-Пойареш розташована в центрі Португалії, в центрі округу Коїмбра.
Віла-Нова-де-Пойареш межує на півночі з муніципалітетом Пенакова, на сході — з муніципалітетами Арганіл і Гойш,   
на півдні — з муніципалітетами Лозан і Міранда-ду-Корву, на заході — з муніципалітетом Коїмбра.

## Населення
| Кількість мешканців | Кількість мешканців | Кількість мешканців | Кількість мешканців | Кількість мешканців | Кількість мешканців | Кількість мешканців | Кількість мешканців | Кількість мешканців | Кількість мешканців | Кількість мешканців | Кількість мешканців | Кількість мешканців | Кількість мешканців | Кількість мешканців | Кількість мешканців |
| ------------------- | ------------------- | ------------------- | ------------------- | ------------------- | ------------------- | ------------------- | ------------------- | ------------------- | ------------------- | ------------------- | ------------------- | ------------------- | ------------------- | ------------------- | ------------------- |
| 1864                | 1878                | 1890                | 1900                | 1911                | 1920                | 1930                | 1940                | 1950                | 1960                | 1970                | 1981                | 1991                | 2001                | 2011                |                     |
| 6 557               | 7 534               | 7 501               | 7 900               | 8 226               | 8 343               | 7 763               | 8 398               | 8 218               | 7 518               | 6 296               | 6 649               | 6 161               | 7 061               | 7 281               |                     |